# 라이언 콴튼
라이언 콴튼Ryan Kwanten, 1976년 11월 28일 ~ )은 오스트레일리아의 배우이다.

## 출연 작품
- 가디언의 전설: 클러드 역
- 모험왕 블링키: 블링키 역
- 건 파이터: 존 역
- 후겟츠 웨슬리 - 클레이 역
- 허리케인 하이스트: 브리즈 역
- 슈퍼콘